# Zulling

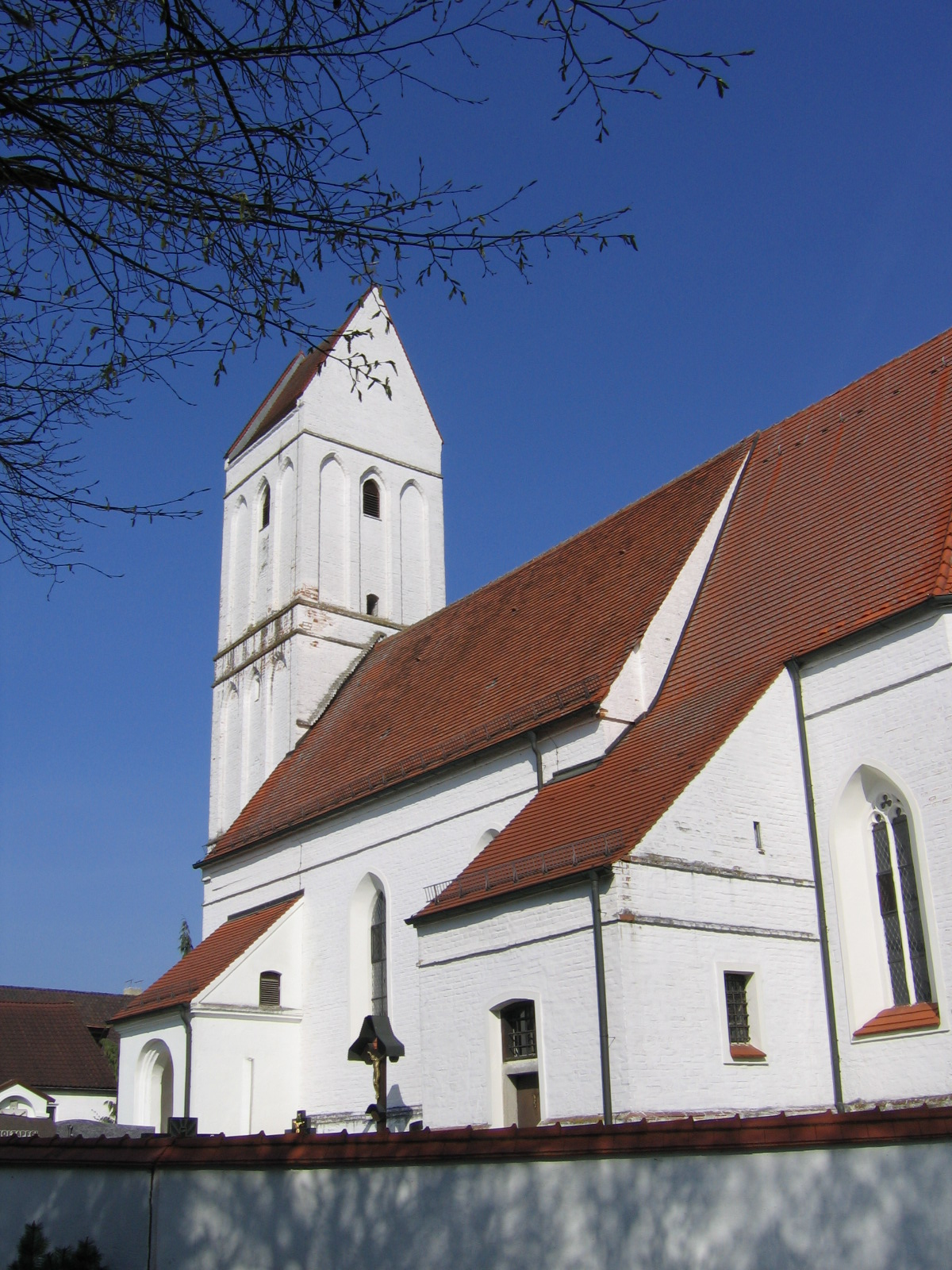
Kirche

Zulling ist ein Gemeindeteil der Stadt Landau an der Isar niederbayerischen Landkreis Dingolfing-Landau. 

## Lage
Das Kirchdorf liegt außerhalb der Stadt als kleines Dorf auf einem Höhenrücken. Zulling gehört zur Pfarrgemeinde Höcking im Bistum Regensburg. Es liegt rechts der Isar und hat ca. 80 Einwohner in 12 Häusern und Gehöften. Ihm zu Füßen liegt die Staustufe Landau mit ca. 600 Hektar Wasserfläche umrandet von einem idyllischen Wander- und Radweg der zugleich Durchgangsradweg ist und von München über Passau nach Wien führt (Isarradweg).

## Geschichte
Nachdem das mächtige hochfreie Adelsgeschlecht der Herren von Zulling-Ellenbrechtskirchen mit Graf Pabo um 1220 ausgestorben war, fielen die Besitztümer an die Passauer Domkirche und an bayerische Herzöge, wodurch die Wittelsbacher erstmals an der unteren Isar Einfluss nehmen konnten. Rasch wurde unter Herzog Ludwig dem Kelheimer das ehemalige Herrschaftsgebiet ausgebaut und die Stadt Landau an der Isar 1224 gegründet. Landau erhielt bald ein eigenes Amt mit Rechtsprechung und Verwaltung.

## Sehenswürdigkeiten
- Filialkirche Mariä Empfängnis mit dem Zullinger Teufelstritt

## Allgemeines

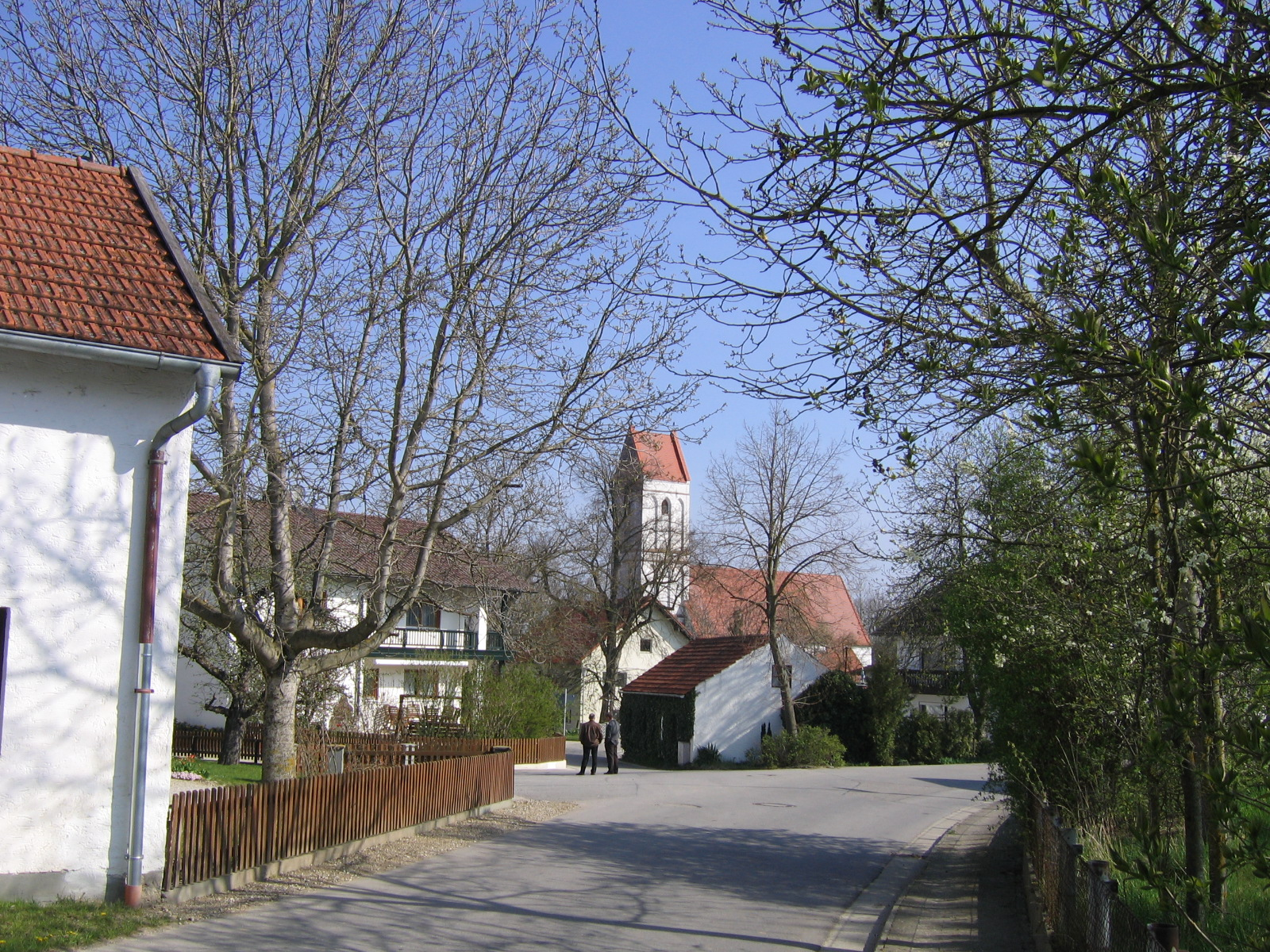
Dorfplatz

Der Dorfplatz ist mit einer Linde in einem Rosenbeet geschmückt. Die Häuser und Höfe sind schön gepflegt. Es gibt kein Wirtshaus mehr – das gesellschaftliche Leben verteilt sich auf die umliegenden Orte.